# Let's Play "Poison" (cuento de Ray Bradbury)
Let's Play "Poison", traducido al español como Juguemos a los venenos o El juego del veneno, es un relato corto del escritor estadounidense Ray Bradbury. Fue publicado originalmente  en la revista Weird Tales en noviembre de 1946.
En octubre de 1947 apareció en su colección de cuentos Dark Carnival. También fue incluido en la recopilación de cuentos de Bradbury de 1962 titulada The Small Assassin.

## Argumento
El señor Howard es un profesor en cuya ausencia del aula, sus alumnos defenestran a otro, causándole la muerte.  A raíz de ello, un odio intenso hacia los niños crece en él, por lo que abandona la enseñanza y se muda a otra población.
Tras siete años retirado de la docencia, un buen amigo suyo, también profesor, cae enfermo y, ante la ausencia de un sustituto, lo convencen para que acepte el puesto, sabiendo que será algo provisional y breve.
Su primer día de clase marca distancia con sus pequeños alumnos:

..."a veces creo que los niños son pequeños monstruos surgidos del infierno porque ni siquiera el demonio puede soportarlos. Y, desde luego, creo que se debe hacer todo lo posible por reformar sus pequeñas mentes incivilizadas [...] Ustedes son otra raza completamente distinta, con sus motivos, sus creencias, sus desobediencias —siguió diciendo el señor Howard. No son humanos. Son… niños. En consecuencia, y hasta que no sean adultos, no tienen ningún derecho a exigir privilegios, ni a preguntar a sus mayores, que saben mejor que ustedes lo que se debe hacer".

## Adaptaciones
Let's Play "Poison" fue adaptado al cómic y publicado en el número de febrero-marzo de 1953 de The Vault of Horror, de la editorial EC Comics.
El propio autor adaptó el cuento para la serie de televisión canadiense The Ray Bradbury Theater. El episodio Let's Play Poison se emitió en Canadá el 14 de febrero de 1992. Dirigido por Bruce Pittman, está protagonizado por Richard Benjamin y Shane Meier.